# Filinia limnetica
Filinia limnetica is een raderdiertjessoort uit de familie Trochosphaeridae. De wetenschappelijke naam van deze soort is voor het eerst geldig gepubliceerd in 1893 door Zacharias.